# Provincia di Yungay
La provincia di Yungay è una provincia del Perù, situata nella regione di Ancash. 
Confina a nord con la provincia di Huaylas, a est con le provincia di Pomabamba, Mariscal Luzuriaga e Carlos Fermín Fitzcarrald. Confina a sud con le province di Asunción, Carhuaz e Huaraz e a ovest con le province di Casma e Santa.

## Geografia fisica
La provincia di Yungay occupa la parte chiamata "Callejón de Huaylas" di Conchucos. È localizzata tra i 444 km e i 468 km a nord di Lima.

## Storia
Gli abitanti della provincia di Yungay hanno sofferto molti disastri dati i continui fenomeni tettonici di questa zona altamente sismica. Come l'Alluvione di Yungay del 1970 causata dal terremoto di Ancash che ruppe parte del ghiacciaio dello Huascarán coprendo di pietre, fango e neve tutta la città di Yungay lasciando 20.000 morti.
La provincia fu istituita il 28 ottobre 1904.

## Geografia antropica

### Suddivisioni amministrative
Questa provincia si divide in 8 distretti:
- Yungay
- Cascapara
- Mancos
- Matacoto
- Quillo
- Ranrahirca
- Shupluy
- Yanama

## Attrazioni turistiche
La provincia di Yungay vanta molte e varie attrattive turistiche. I luoghi più visitati sono:
- il camposanto sopra la città sepolta dal sisma del 1970
- il  Cristo di Yungay costruito nel 1966 sopra uno cimitero generale, disegnato ed edificato tra il 1890 e il 1900 dall'architetto svizzero Arnoldo Ruska
- la caverna del Guitarrero culla dell'agricoltura dell'America, che risale al 10.600 a.C.
- la vetta dello Huascarán (6.768 m s.l.m) e le vette innevate intorno come: lo Huandoy, il Pishqo (Pisco), lo Shapraraju (Chacraraju), la Piramide, la Yanapaccha, la Pucajirca, il Chopicalqui e la Contrayerbas
- i  laghetti di Llanganuco (Warmicocha e Orqo Cocha)
- il lago 69 nella quebrada Demanda
- il territorio Pan de Azúcar, luogo di battaglia tra i Gamarristas e i Santacrucistas.